# Valley Springs (Dakota del Sud)
Valley Springs és una població dels Estats Units a l'estat de Dakota del Sud. Segons el cens del 2000 tenia 792 habitants.

## Demografia
Segons el cens del 2000, Valley Springs tenia 792 habitants, 292 habitatges, i 212 famílies. La densitat de població era de 377,5 habitants per km².
Dels 292 habitatges en un 38,4% hi vivien nens de menys de 18 anys, en un 58,9% hi vivien parelles casades, en un 9,6% dones solteres, i en un 27,1% no eren unitats familiars. En el 21,6% dels habitatges hi vivien persones soles el 9,9% de les quals corresponia a persones de 65 anys o més que vivien soles. El nombre mitjà de persones vivint en cada habitatge era de 2,71 i el nombre mitjà de persones que vivien en cada família era de 3,17.
Per edats la població es repartia de la següent manera: un 29,8% tenia menys de 18 anys, un 9,3% entre 18 i 24, un 32,4% entre 25 i 44, un 19,7% de 45 a 60 i un 8,7% 65 anys o més.
L'edat mediana era de 32 anys. Per cada 100 dones de 18 o més anys hi havia 101,4 homes.
La renda mediana per habitatge era de 45.089 $ i la renda mediana per família de 49.167 $. Els homes tenien una renda mediana de 28.839 $ mentre que les dones 21.000 $. La renda per capita de la població era de 16.507 $. Entorn del 4,3% de les famílies i el 7% de la població estaven per davall del llindar de pobresa.

## Poblacions més properes
El següent diagrama mostra les poblacions més properes.